# Aeroporto di Jaisalmer
L'aeroporto di Jaisalmer, indicato localmente anche come Jaisalmer Airport e जैसलमेर हवाई अड्डा, (IATA: JSA, ICAO: VIJR) è un aeroporto indiano situato a circa 17 km sud-est dal centro della città di Jaisalmer, capoluogo dell'omonimo distretto, nello stato federato del Rajasthan. Lo scalo, indicato dalle autorità aeroportuali indiane come Domestic (regionale), è un'enclave civile nelle strutture di una base aerea della Bhāratīya Vāyu Senā, l'aeronautica militare indiana.